# Westphalia, Kansas
Westphalia är en ort i Anderson County i Kansas. Vid 2010 års folkräkning hade Westphalia 163 invånare.